# Marcilly, Manche

Marcilly este o comună în departamentul Manche, Franța. În 1 ianuarie 2022 avea o populație de 353 de locuitori.